# Rhinolophus canuti
Rhinolophus canuti is een zoogdier uit de familie van de hoefijzerneuzen (Rhinolophidae). De wetenschappelijke naam van de soort werd voor het eerst geldig gepubliceerd door Thomas & Wroughton in 1909.

## Voorkomen
De soort komt voor in Indonesië.